# اکیوراید
اکیوراید (انگلیسی: Accuride) شرکت خودروسازی آمریکایی است، که در سالر۱۹۸۶ تأسیس شد.